# 373 a. C.
El año 373 a. C. fue un año del calendario romano prejuliano. En la República romana se conocía como el Tercer año sin Tribunado o Consulado (o menos frecuentemente, año 381 Ab urbe condita).

## Acontecimientos

### Grecia
- Ifícrates lidera la expedición ateniense que con éxito alivia a Córcira del asedio espartano.
- La antigua ciudad griega de Hélice es destruida por un enorme terremoto y posterior tsunami.[1]
- El Templo de Apolo de Delfos es destruido por el terremoto.

### Imperio persa
- El rey del Imperio aqueménida Artajerjes II lanza una invasión contra Egipto para atraer a ese reino de vuelta al gobierno persa (Véase Dinastía XXVII y Dinastía XXXI de Egipto). La invasión es guiada por Farnabazo II. Después de éxitos iniciales, los mercenarios griegos del ejército aqueménida empujan hacia Menfis. Sin embargo, el faraón Nectanebo I es capaz de reunir su fuerza y rechazar la invasión persa.